# Rio Capão Grande
O rio Capão Grande é um curso de água que banha o estado do Paraná. 